# Une affaire de famille (bande dessinée)
Une affaire de famille (A Family Matter) est une bande dessinée de l'Américain Will Eisner publiée en 1998 par Kitchen Sink Press. Elle a été traduite la même année en français par les Éditions USA. En 2011, Delcourt réédite l'album sous le titre Affaires de famille.

## Publications
- (en) A Family Matter, Northampton : Kitchen Sink Press, 1998.  (ISBN 0878166211)
  - Une affaire de famille, Paris : Éditions USA, 1998.
  - (da) En familiesag, Lyngby : Bogfabrikken, 1998.
  - (es) Una cuestion de familia, Barcelone : Norma, 1999.
  - (pl) Sprawa rodzinna : i inne historie, Varsovie : Wydawnictwo Egmont Polska, 2011.
  - Affaires de famille (trad. Anne Capuron), Paris : Delcourt, 2011.

## Documentation
- Guillaume Laborie, « Une affaire de famille », dans L'Indispensable n°2, octobre 1998, p. 70-71.
- Laurent Mélikian, « Huis clos », BoDoï, no 10,‎ septembre 1998, p. 41.